# Bateria d'Aptitud per a les Llengües de Pimsleur
La Bateria d'Aptitud per a les Llengües de Pimsleur (PLAB - Pimsleur Language Aptitude Battery en anglès) es va desenvolupar per a pronosticar l'èxit en l'aprenentatge de llengües estrangeres, o aptitud d'aprenentatge de llengües, i per diagnosticar la dificultat per aprendre llengües. La publica la Fundació per a l'Aprenentatge i Avaluació de Llengües (en anglès, Language Learning and Testing Foundation).
La Bateria d'Aptitud per a les Llengües de Pimsleur mesura l'aptitud per a l'aprenentatge de llengües. Aquesta aptitud no es refereix a si una persona pot o no aprendre una llengua estrangera (es dona per descomptat que pràcticament tothom pot aprendre una llengua si no té un límit de temps). Segons John Carroll i Stanley Sapon, els autors de la Prova d'Aptitud de Llengües Modernes (una prova d'aptitud per a l'aprenentatge de llengües similar dirigida a estudiants de major edat, l'aptitud per a l'aprenentatge de llengües es refereix a la "predicció de com de bé, en comparació a altres individus, pot algú aprendre una llengua estrangera en un temps i condicions concrets". La PLAB està pensada per utilitzar-se amb estudiants parlants nadius d'anglès d'entre 13 i 18 anys, encara que també s'ha utilitzat amb estudiants de 20 anys.

## Desenvolupament
El Dr. Paul Pimsleur va desenvolupar la Bateria d'Aptitud per a les Llengües de Pimsleur i també es coneix com el sistema d'aprenentatge de llengües de Pimsleur. La PLAB és la culminació de vuit anys de recerca de Pimsleur i els seus col·legues des de 1958 fins a 1966 que va implicar la revisió d'estudis publicats al llarg de 30 anys al voltant de factors lingüístics i psicològics relacionats amb l'aprenentatge de llengües. Pimsleur i els seus col·legues van agrupar aquests estudis segons set línies de recerca: intel·ligència, habilitat verbal, discriminació del to, ordre en l'aprenentatge de llengües i bilingüisme, hàbits d'estudi, motivació i actituds, i factors de personalitat. D'aquestes set línies, la motivació i la intel·ligència verbal eren els factors que més clarament contribuïen a l'èxit en aprendre una llengua estrangera.
Aquesta recerca va continuar amb aprenents de francès de nivell universitari, els quals van prendre diversos tests. Després d'analitzar les dades resultants mitjançant una anàlisi de factors i de correlació múltiple, els resultats també indicaven que la motivació i la intel·ligència verbal eren factors primordials en l'èxit de l'aprenentatge de llengües. Després de provar una versió preliminar de la Bateria d'Aptitud amb estudiants de francès i espanyol de nivell de secundària, Pimsleur i els seus associats van identificar la intel·ligència verbal, la motivació i la capacitat auditiva com els tres factors més significatius a l'hora de pronosticar l'èxit en aprendre una llengua estrangera. D'aquí que desenvolupessin set subtests que mesuren aquests tres factors.
Després de pilotar els set subtests amb el suport de l'Ohio State University Research Foundation, es va finalitzar la PLAB afegint una secció en la qual l'examinand indica la nota mitjana obtinguda en quatre assignatures bàsiques. Pimsleur va utilitzar el GPA (Grade Point Average) com a mesura d'hàbits d'estudi, els quals poden ser molt importants en l'aprenentatge de llengües estrangeres, i un bon predictor de l'èxit en aquest sentit. Els quatre factors finals que contribueixen a l'aptitud per a l'aprenentatge de llengües mesurada en la PLAB són la capacitat verbal, la capacitat auditiva, la motivació i els hàbits d'estudi.
Entre 1965 i 1966, es va dur a terme un estudi per estimar la validesa predictiva de la PLAB. Quaranta-una escoles en tretze estats diferents van participar en l'estudi, en les quals es va administrar la PLAB a alumnat de 13 i 16 anys a principis de l'any escolar. Les notes finals de curs de l'alumnat en un curs inicial de llengües es van utilitzar per calcular la validesa de la PLAB i proporcionar taules d'estadística normalitzades i taules d'expectativa.

## Parts
La versió final de la PLAB conté sis parts (Pimsleur, et al. 2004), cadascuna de les quals mesura aspectes diferents dels quatre factors predictius (capacitat verbal, capacitat auditiva, motivació i nota mitjana):
- Part 1 – Nota Mitjana – calcula la mitjana dels estudiants en àmbits diferents a l'aprenentatge de llengües
- Part 2 – Interès – mesura l'interès de l'estudiant per a aprendre una llengua estrangera; és una mesura de motivació
- Part 3 – Vocabulari – coneixement de paraules en anglès; és una mesura de capacitat verbal
- Part 4 – Anàlisi de la Llengua – mesura la capacitat de raonar relativa a una llengua estrangera; és un altre aspecte de la capacitat verbal
- Part 5 – Discriminació de Sons – mesura la capacitat d'aprendre noves diferències fonètiques i de reconèixer-les en contextos diferents; és una mesura de capacitat auditiva
- Part 6 – Associació de So-Símbol – mesura la capacitat d'associar sons amb símbols escrits; és una altra mesura de capacitat auditiva

Les Parts 1 i 2 no són mesures d'aptitud. La Part 1 mesura els hàbits d'estudi i la Part 2 és una mesura de motivació. Tant els hàbits d'estudi com la motivació correlacionen positivament amb l'aprenentatge d'una llengua estrangera. Depenent de quina sigui la intenció del professor a l'hora d'avaluar l'aptitud en els seus alumnes, es podrien eliminar aquestes parts o, alternativament, es podrien traduir a la llengua materna de l'estudiant. Per tant, la PLAB es pot utilitzar amb estudiants la L1 dels quals no és l'anglès, encara que s'ha de tenir un nivell de competència en aquesta llengua suficient per poder realitzar el test.
La Part 3 és test breu del nivell de vocabulari en anglès de l'estudiant. Per als parlants natius d'anglès, es calcula que és adequat per a edats compreses entre els 13 i els 18 anys. El motiu de la inclusió d'aquesta part és perquè el nombre de paraules d'un parlant està relacionat amb els seus assoliments en l'aprenentatge d'una llengua estrangera. Si es distribueix la PLAB entre estudiants que no parlen anglès com a llengua materna, s'hauria d'o bé traduir o bé eliminar aquesta part si el seu nivell de competència en anglès no és prou alta.
La Part 4, Anàlisi de la Llengua, és un test d'aptitud per a l'aprenentatge de la gramàtica d'una llengua estrangera. Si calgués, es podria traduir a la llengua nativa de l'estudiant. No obstant això, el nivell requerit per entendre els ítems d'aquest test no és elevat.
La Part 5 és un test de discriminació auditiva en una llengua tonal. No necessita traducció. Només és necessari entendre les instruccions. El nivell de competència en anglès tampoc influeix en la realització d'aquesta part.
La Part 6 és un test d'associació so-símbol amb paraules inventades utilitzant sons de l'anglès. Ja que les paraules són inventades, la competència en anglès no influeix a l'hora de respondre aquesta part del test. Aquesta part és un test d'habilitat de codificació fonètica tal com la va descriure Carroll.
En resum, només cal un nivell concret de proficiència en anglès per respondre la Part 3. Les Parts 1, 2 i 4 es podrien traduir o adaptar a la llengua primera dels estudiants que no tinguin el nivell de competència en anglès necessari per respondre el test. Cal un nivell intermedi en anglès per respondre la Part 4. Les Parts 5 i 6 mesuren habilitats auditives, però no requereixen un nivell de competència mínim en anglès més enllà del necessari per entendre les instruccions de cada part.
Versions anteriors de la PLAB també incloïen un test de 20 preguntes relacionades amb la motivació de l'estudiant per aprendre una llengua estrangera i una part sobre rimes, que era una altra mesura de capacitat auditiva. Després de proves de camp a l'Ohio State University Research Foundation, Pimsleur i els seus col·legues van considerar que aquestes parts podien eliminar-se del test sense afectar la capacitat predictiva de la PLAB.
En una discussió sobre la MLAT i la PLAB, Wesche (1981) va fer notar que la Part 4 de la PLAB és una mesura d'aprenentatge inductiu de la gramàtica d'una llengua estrangera, mentre que la MLAT (test esmentat anteriorment) no inclou una mesura directa d'aprenentatge inductiu. També afirma que la Part 5 de la PLAB mesura l'aprenentatge inductiu dels tons d'una llengua estrangera en contextos diferents. Afirma també que una puntuació baixa en les parts 5 i 6 de la PLAB sovint reflecteixen problemes auditius i que la Part 6 de la PLAB (Associació de So-Símbol) mesura la capacitat codificació fonètica descrita per Carroll en la seva descripció dels components d'aptitud per a l'aprenentatge d'una llengua estrangera.

## Usos
Els usos de la PLAB inclouen l'assignació en un programa, l'avaluació i planificació d'un programa, i la diagnosi de la capacitat o absència de la mateixa per aprendre una llengua estrangera. Entre els usuaris actuals del test es troben centres privats i escoles de secundària públiques i especialistes en dificultats de l'aprenentatge. Aquesta prova s'utilitza també en la recerca de l'aprenentatge i ensenyament d'una llengua estrangera quan es necessita una mesura d'aptitud en el disseny de la recerca. Un avantatge que ofereix la PLAB als investigadors de l'aprenentatge de segones llengües és la seva disponibilitat.

### Assignació a un programa
La PLAB es pot utilitzar per avaluar quins estudiants estan preparats cognitivament per estudiar una llengua estrangera en les edats d'entre 13 i 15 anys i quins estudiants es beneficiarien d'esperar una mica per començar a estudiar una llengua estrangera. També es pot utilitzar per emplaçar estudiants en una classe en què s'expliqui a un ritme adequat per a l'estudiant quan hi ha més d'una classe.

### Avaluació i planificació d'un programa
La PLAB es pot utilitzar per calcular les normes d'aptitud locals. Amb aquesta informació, les escoles i districtes poden avaluar l'eficàcia dels seus programes de llengües i utilitzar la PLAB per desenvolupar-ne un d'acord amb les seves necessitats. Per exemple, una escola pot dividir el seu programa de llengua en tres àrees, utilitzant un llibre de text apropiat i avançant a un ritme adequat a la capacitat dels seus estudiants.

### Diagnosi de dificultat per a l'aprenentatge
Pimsleur diu que una prova d'aptitud de llengües es pot utilitzar per identificar els estudiants amb dificultats abans d'iniciar el curs. Pimsleur defineix aquests estudiants com aquell alumnat que ha tingut significativament menys èxit en l'estudi d'una llengua que en altres matèries. En el seu estudi d'aprenents amb dificultats per a les llengües estrangeres, Pimsleur va concloure que el component auditiu de l'aptitud per a les llengües és el factor principal que explica les diferències en la capacitat d'aprenentatge d'una llengua i que no s'explica per la intel·ligència general o l'interès de l'estudiant a aprendre una llengua estrangera.
La PLAB pot usar-se per identificar alumnat amb dificultat per a l'aprenentatge d'una llengua quan s'utilitza juntament amb d'altres evidències .
Mirant la puntuació d'un individu en les diferents parts de la prova, pot ser d'ajuda per adequar les preferències de l'alumnat a l'hora d'aprendre amb tècniques per a l'ensenyament.

## Qüestions de debat
Mentre que l'aptitud per a l'aprenentatge de llengües és relativament estable en els adults, segueix desenvolupant-se en els adolescents fins a arribar a l'edat adulta. Així, les puntuacions haurien de ser comparades amb normes que tinguin en compte el curs/ l'edat dels estudiants en el manual del test o amb normes desenvolupades en el lloc d'administració del test. S'ha dit que les proves d'aptitud per a la llengua com la PLAB no són directament útils per a aquells individuals que han d'aprendre una llengua independentment de la seva habilitat per fer-ho. Així i tot, les proves d'aptitud per a l'aprenentatge d'una llengua poden ser útils com a indicador de la quantitat de temps necessari per aprendre una llengua en comparació amb d'altres estudiants amb puntuacions majors o menors. La PLAB també pot ser d'ajuda per a professors que vulguin identificar les modalitats d'aprenentatge que poden ajudar un estudiant a aprendre millor una llengua estrangera.
Una altra qüestió a tenir en compte és, ja que la PLAB és originalment en anglès, el fet que els resultats obtinguts en aquesta prova poden veure's afectats pel nivell d'anglès necessari per realitzar-la. Per punt, aquells professors que vulguin utilitzar-la han de tenir en compte que els resultats en la PLAB poden veure's afectats pel seu coneixement d'anglès. Encara que només la Part 3 mesura la proficiencia en anglès, les altres parts donen per descomptat el coneixement de l'anglès per realitzar-se. Per tant, els professors de llengües estrangeres que vulguin utilitzar la PLAB per poder tenir una idea del perfil d'aptitud dels seus estudiants deuran també tenir en compte el nivell de competència en anglès d'aquests estudiants. A la vegada, pot ser que calgui traduir les instruccions i alguns ítems perquè el test segueixi essent un test d'aptitud i no de llengua anglesa. Aquesta traducció no caldria per als estudiants de nivell avançat d'anglès. El nivell d'anglès requerit per a cadascuna de les parts s'hauria de no obstant això considerar a l'hora d'interpretar els resultats en la PLAB al costat del nivell de competència en anglès de l'estudiant.

## Recursos
- Carroll, John B. i Stanley Sapon. 'Modern Language Aptitude Test: Manual 2010 Edition. Rockville, MD: Language Learning and Testing Foundation, 2010.
- Pimsleur, Paul, Daniel J. Reed i Charles W. Stansfield. Pimsleur Language Aptitude Battery: Manual 2004 Edition. Rockville, MD: Language Learning and Testing Foundation, 2004.